# Dame au bain
 (juillet 2020).
Dame au bain est un tableau de François Clouet réalisé en 1571 en peinture à l'huile sur un bois de chêne de 92,3 × 81,2 cm,  et conservé à la National Gallery of Art, Washington DC.

## Description
C'est l'un des trois seuls tableaux signés par Clouet, signature que l'on aperçoit ici en cartellino dévoilé sur le bord en bois de la baignoire par la main de la baigneuse qui repousse le drap.
La composition du tableau révèle plusieurs scènes distinctes même si elles sont rassemblées autour du même sujet :
- La baigneuse à demi dévoilée dans sa baignoire de bois enveloppée d'un drap blanc.
- La nourrice tenant et allaitant un bébé enveloppé dans ses langes,
- Un garçonnet, qui se trouve entre elles deux, dont on n'aperçoit que la tête et les mains et  qui tente d'attraper un fruit dans une coupe, coupe qui forme une nature morte formelle.
- Une servante encadrée par les tombants du rideau rouge (symbole de royauté) se profile dans l'arrière-plan, tenant une cruche et fournissant probablement l'eau chaude pour le bain, car on aperçoit à sa droite les reflets d'un feu dans l'architecture d'une cheminée ; une tapisserie derrière elle montre une composition héraldique à la licorne et à un arbre sur fond rosâtre.

L'identité du sujet principal n'est pas établie.